# Dekanat Kolumbii Brytyjskiej
Dekanat Kolumbii Brytyjskiej – jeden z sześciu dekanatów archidiecezji Kanady Kościoła Prawosławnego w Ameryce.
Na terytorium dekanatu znajdują się następujące parafie:
- Parafia św. Hermana z Alaski w Langley
- Parafia św. Mikołaja w Langley
- Parafia św. Eliasza w New Westminster
- Parafia Zmartwychwstania Pańskiego w Vancouverze
- Parafia Wszystkich Świętych Alaski w Victorii.

Ponadto kapłani dekanatu prowadzą placówki misyjne: św. Barnaby w Comox Valley, św. Aidana w Lindisfarne, św. Mikołaja w Kamloops, św. Jana z Szanghaju i San Francisco w Vancouverze oraz św. Mikołaja w Whitehorse.